# Fru Alstads kyrka
Fru Alstads kyrka är en kyrkobyggnad i Fru Alstad. Den tillhör Anderslövs församling i Lunds stift.

## Kyrkobyggnad
Kyrkan kallas även "Slättens Notre Dame" och byggdes på 1400-talet till Jungfru Marias ära. Även ordet fru i ortnamnet kan härledas till jungfru Maria som också kallades Vår Fru. Kyrkan är en vallfärdskyrka, och det finns en offerkälla. Om man offrade där under midsommarafton skulle man få bot från sjukdomar.
Under 1100-talet byggdes föregångaren till kyrkan som låg på samma plats.

## Inventarier
- Från den gamla kyrkan kommer dopfunten.
- Ett triumfkrucifix och kalkmålningar finns också bevarade sen 1400-talet.
- Altaruppsatsen är från 1689
- Predikstolen från 1730-talet.

### Orgel
- 1856 byggde Anders Victor Lundahl, Malmö en orgel med åtta stämmor.
- Den nuvarande orgeln är byggd 1944 av E A Setterquist & Son Eftr. i Örebro och är pneumatisk. Den har fria kombinationer.

| Manual I      | Manual II      | Pedal       | Koppel |
| Principal 8'  | Rörflöjt 8'    | Subbas 16'  | I/P    |
| Gedackt 8'    | Salicional 8'  | Koralbas 4' | II/P   |
| Oktava 4'     | Gamba 4'       |             | II/I   |
| Kvinta 2 2/3' | Blockflöjt 2'  |             |        |
|               | Larigot 1 1/3' |             |        |

## Galleri

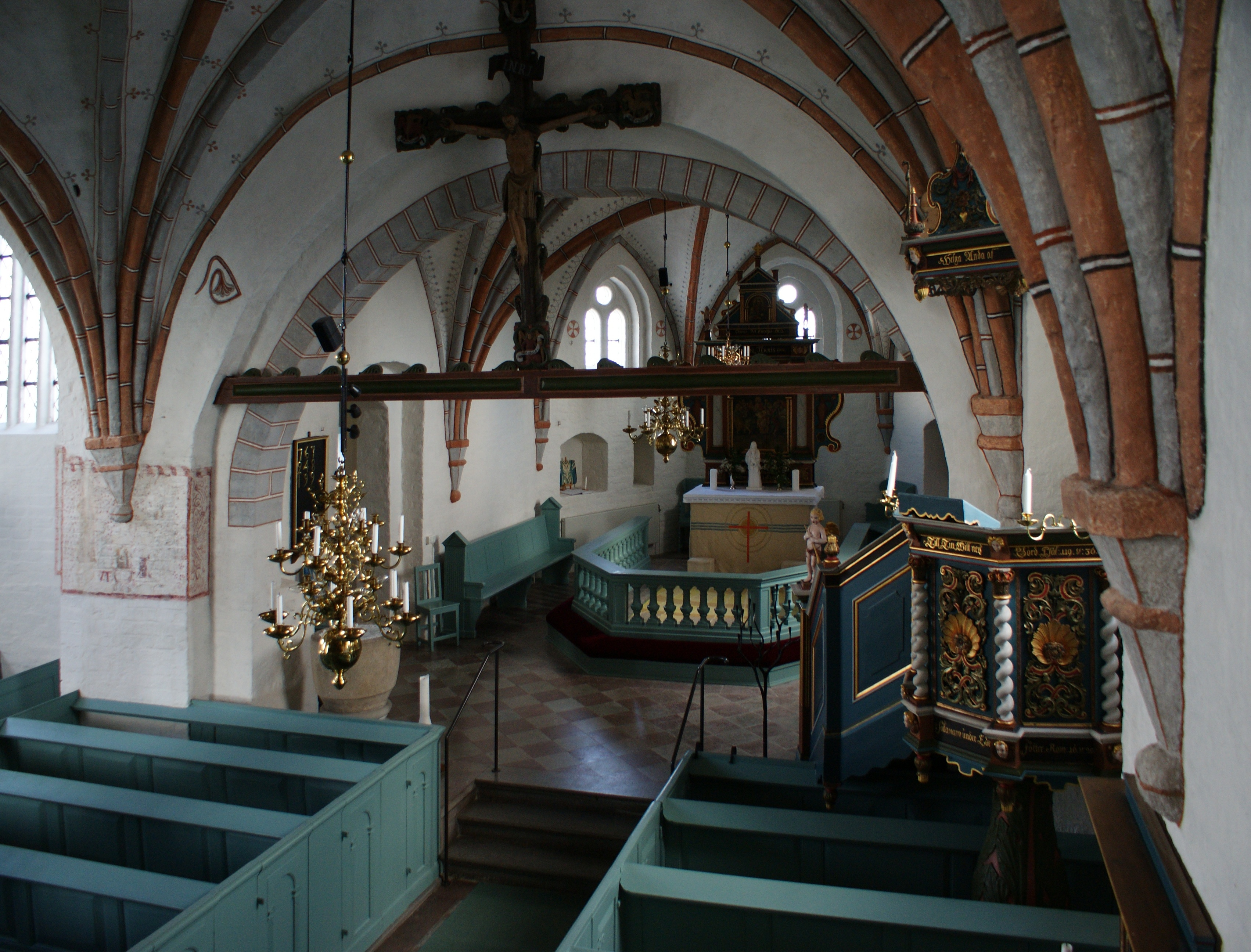
Kyrkorummet från orgelläktaren
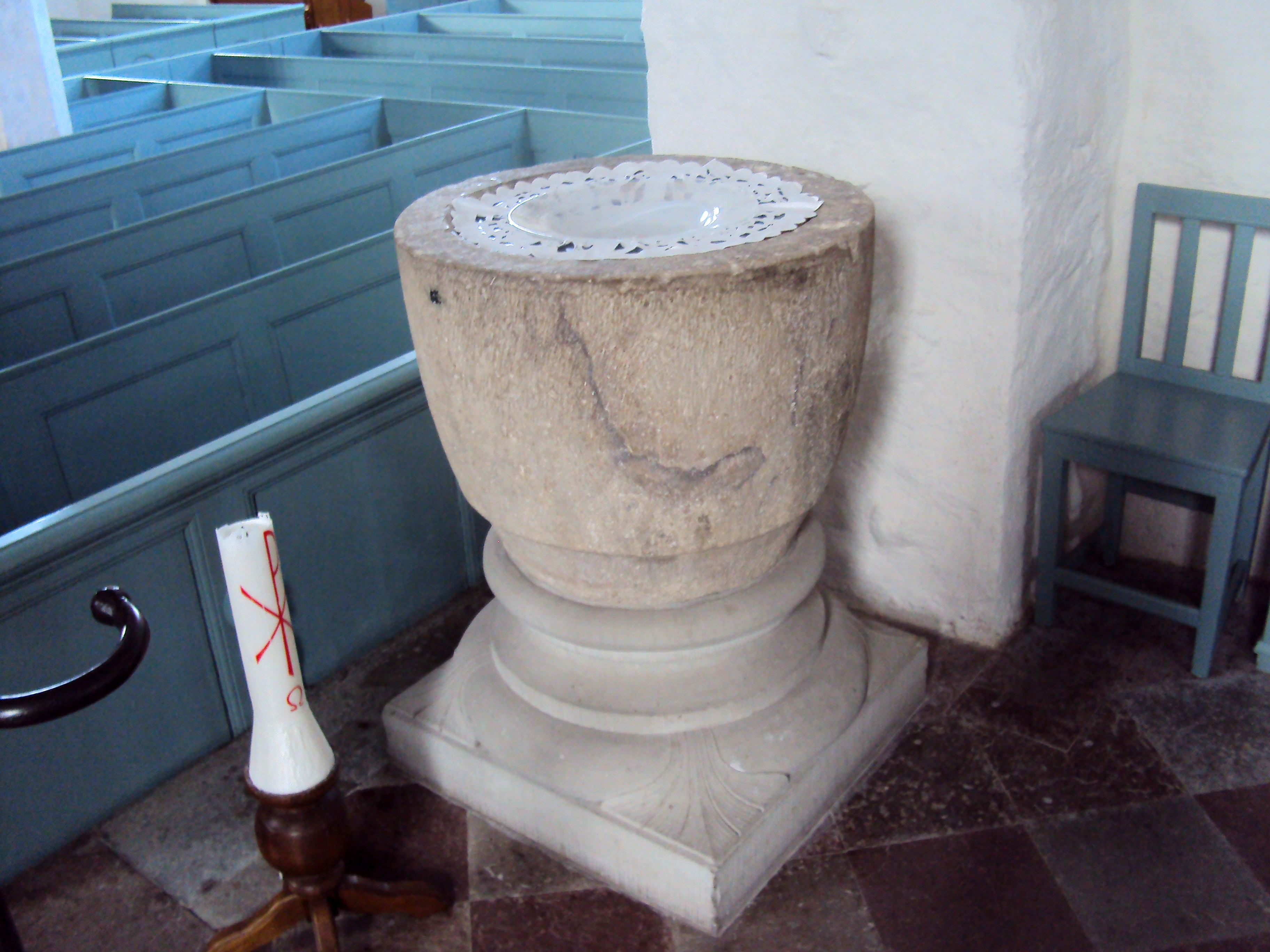
Dopfunt
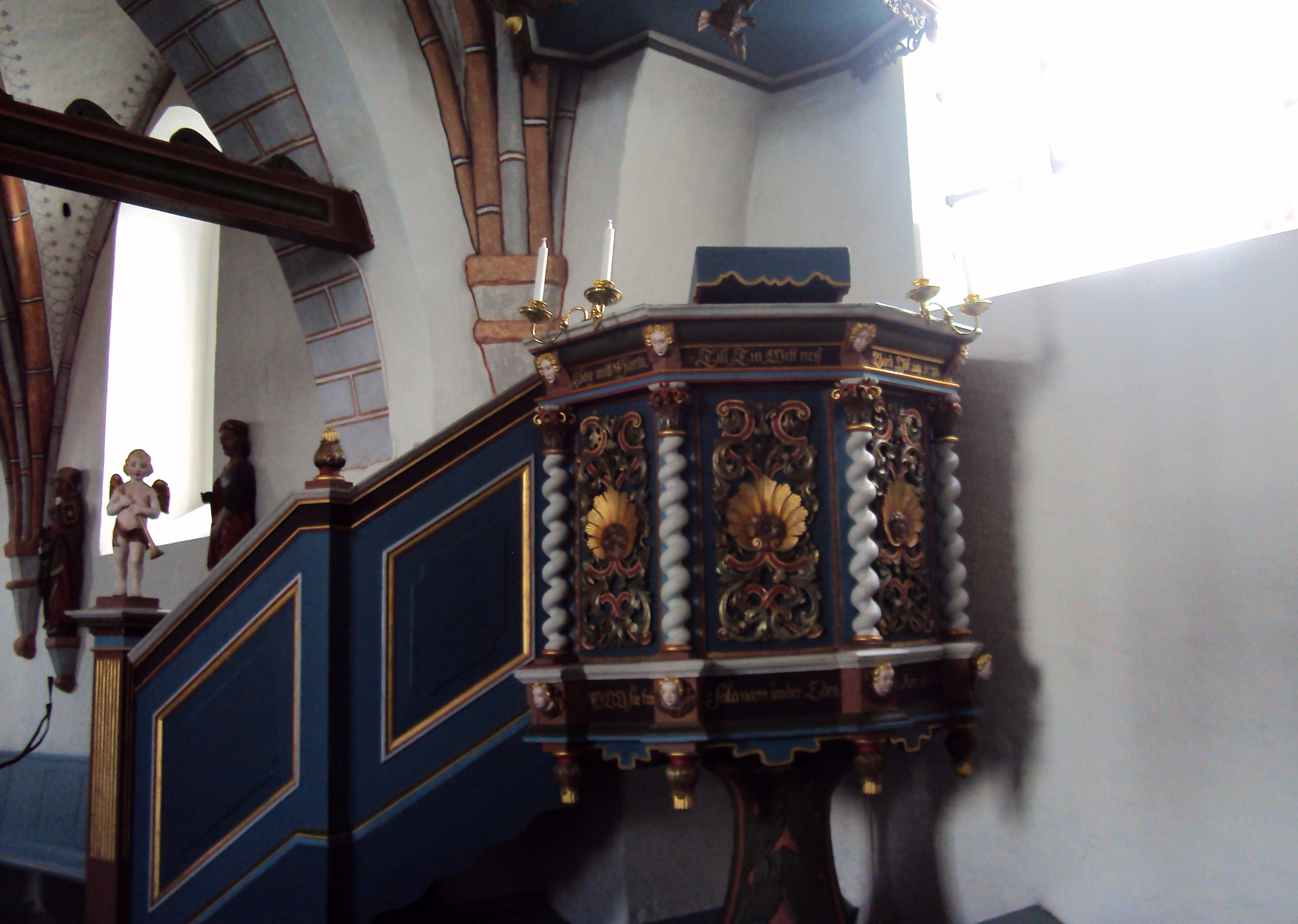
Predikstol
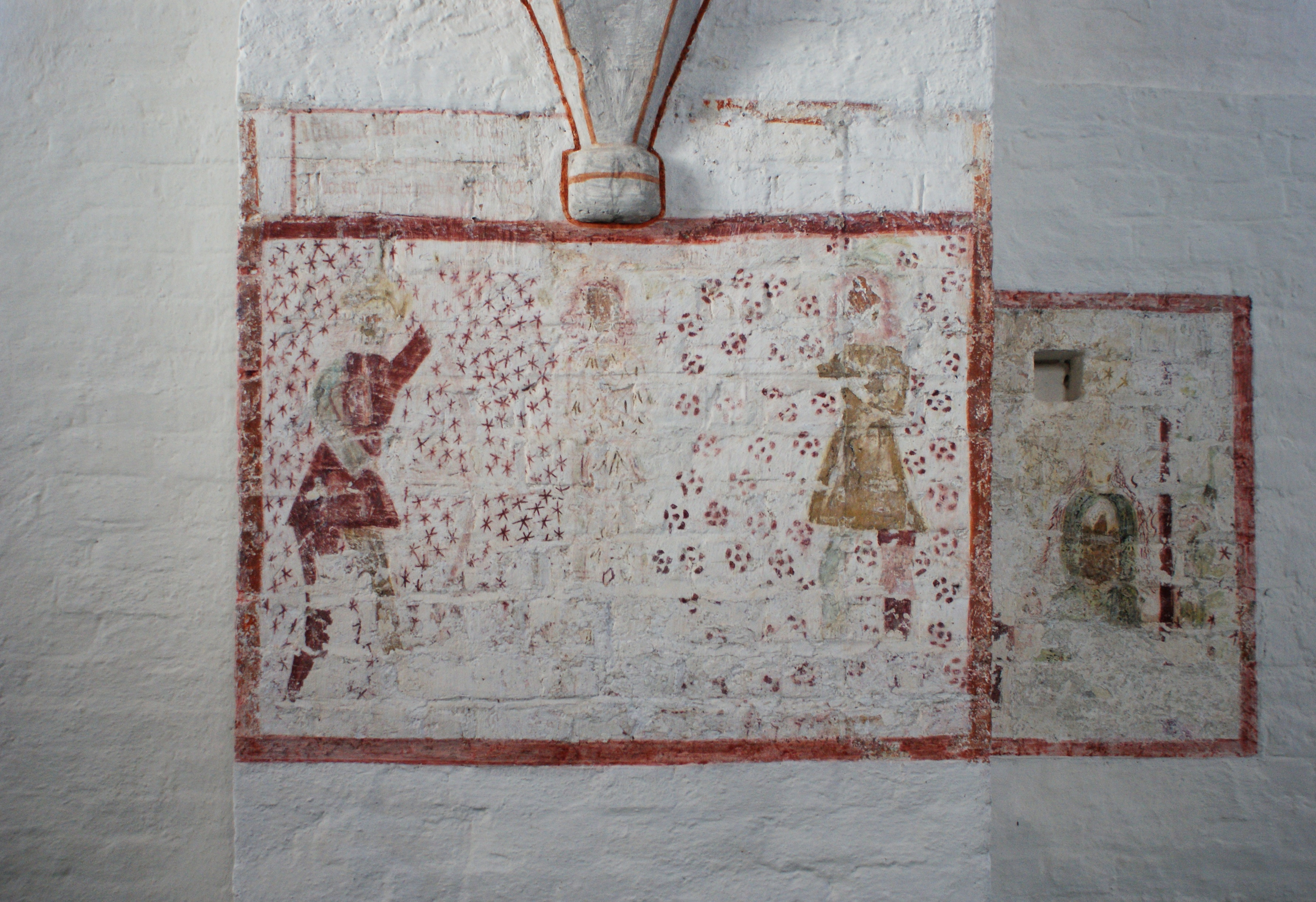
Kalkmålning
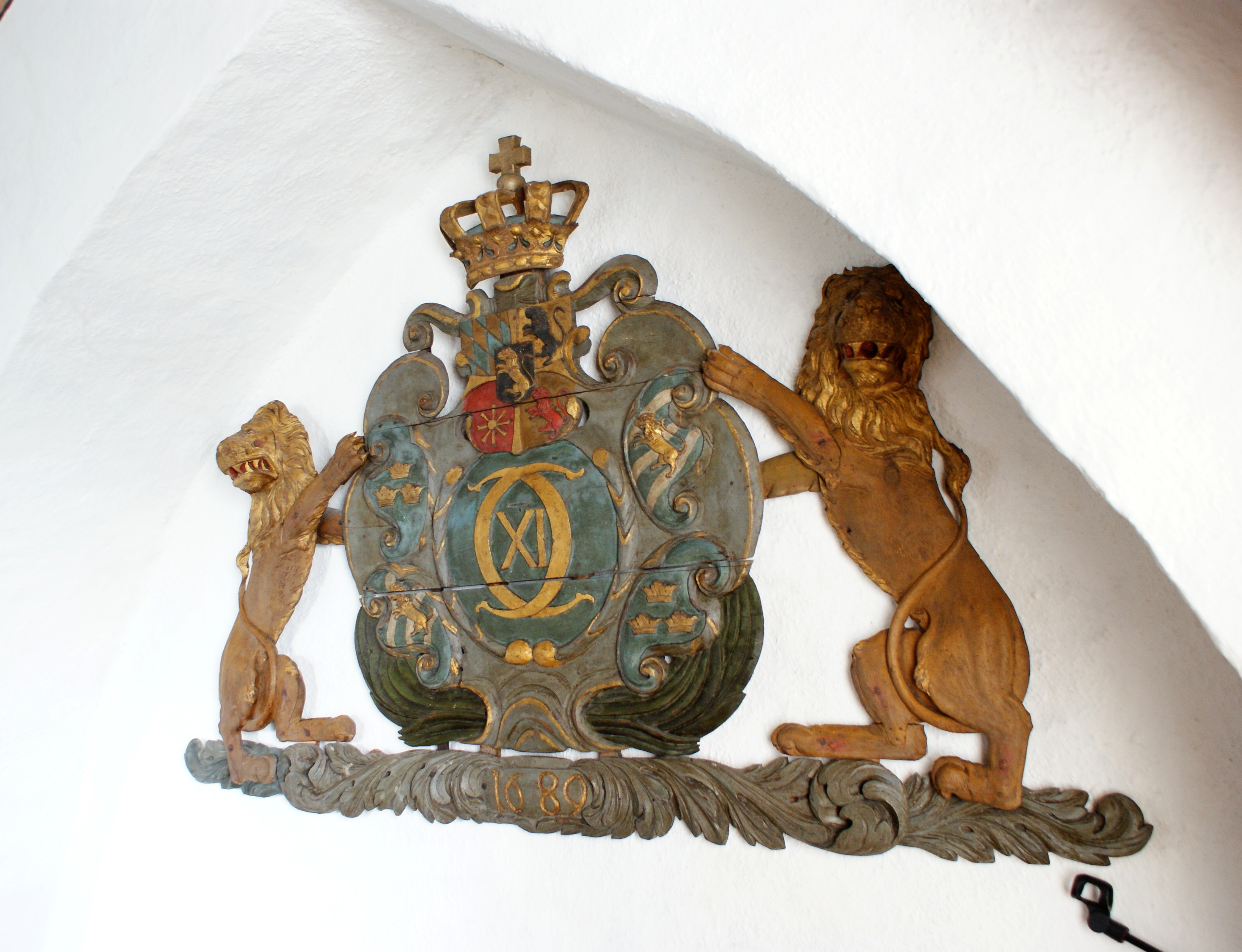
Karl XI:s vapen
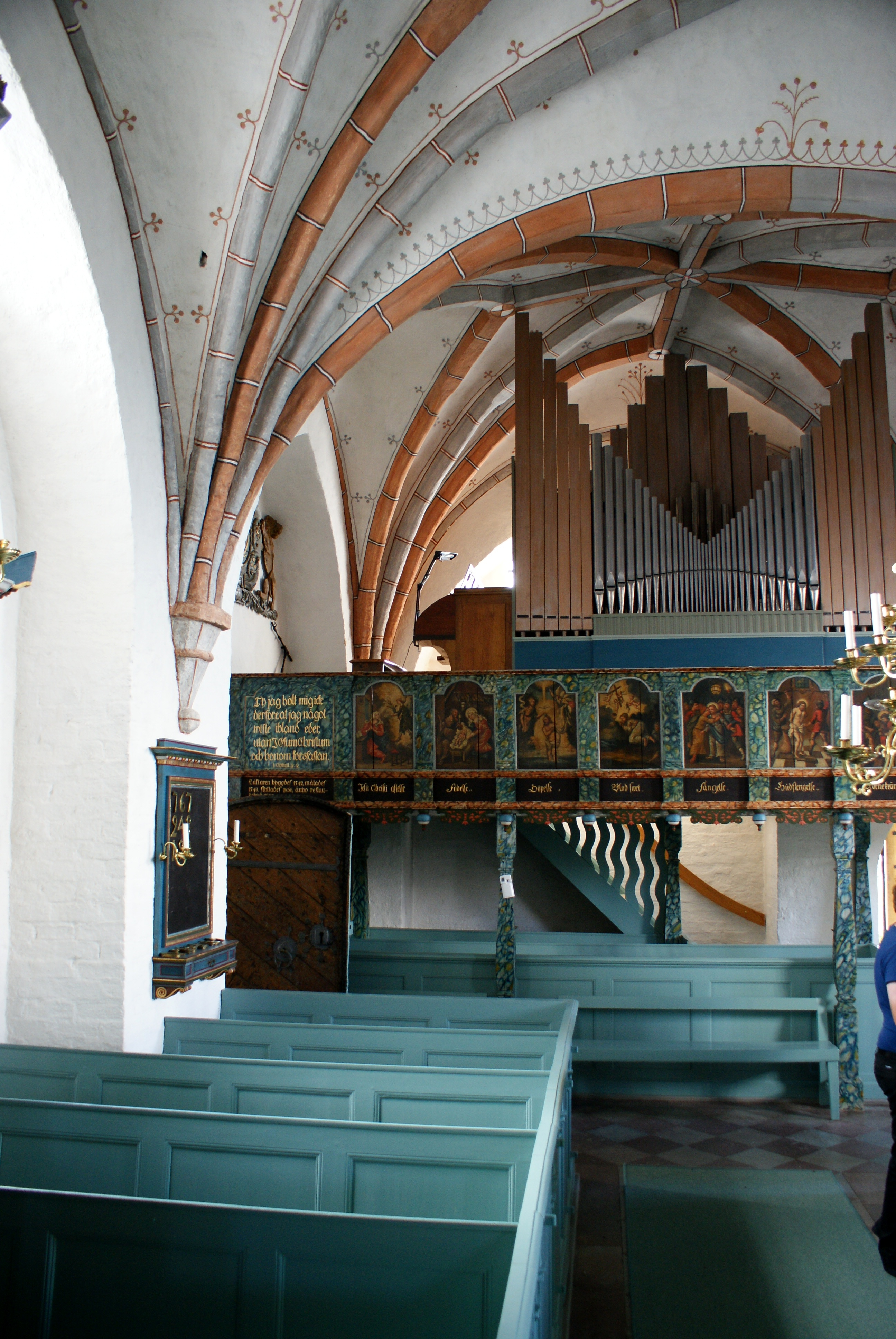
Orgeln
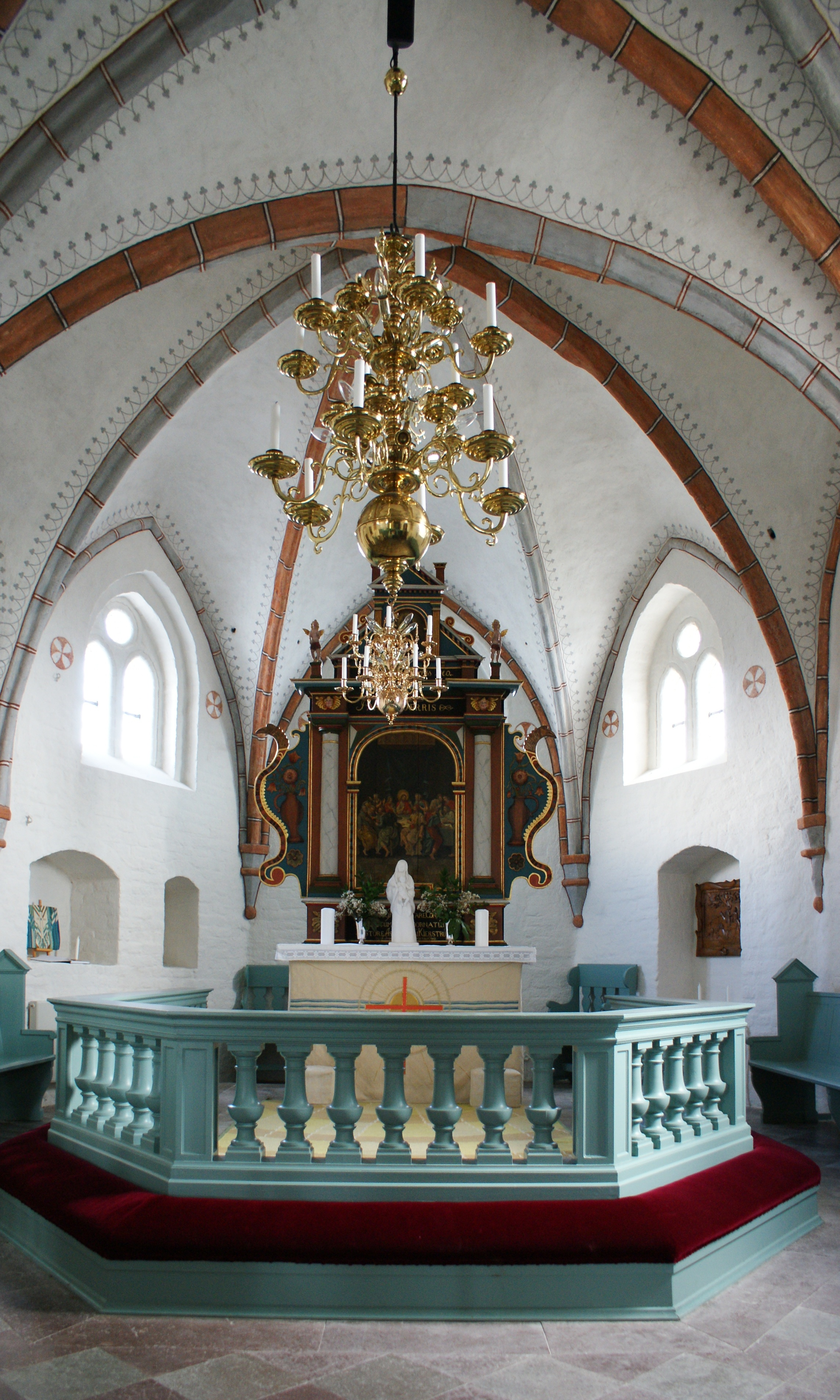
Altaret
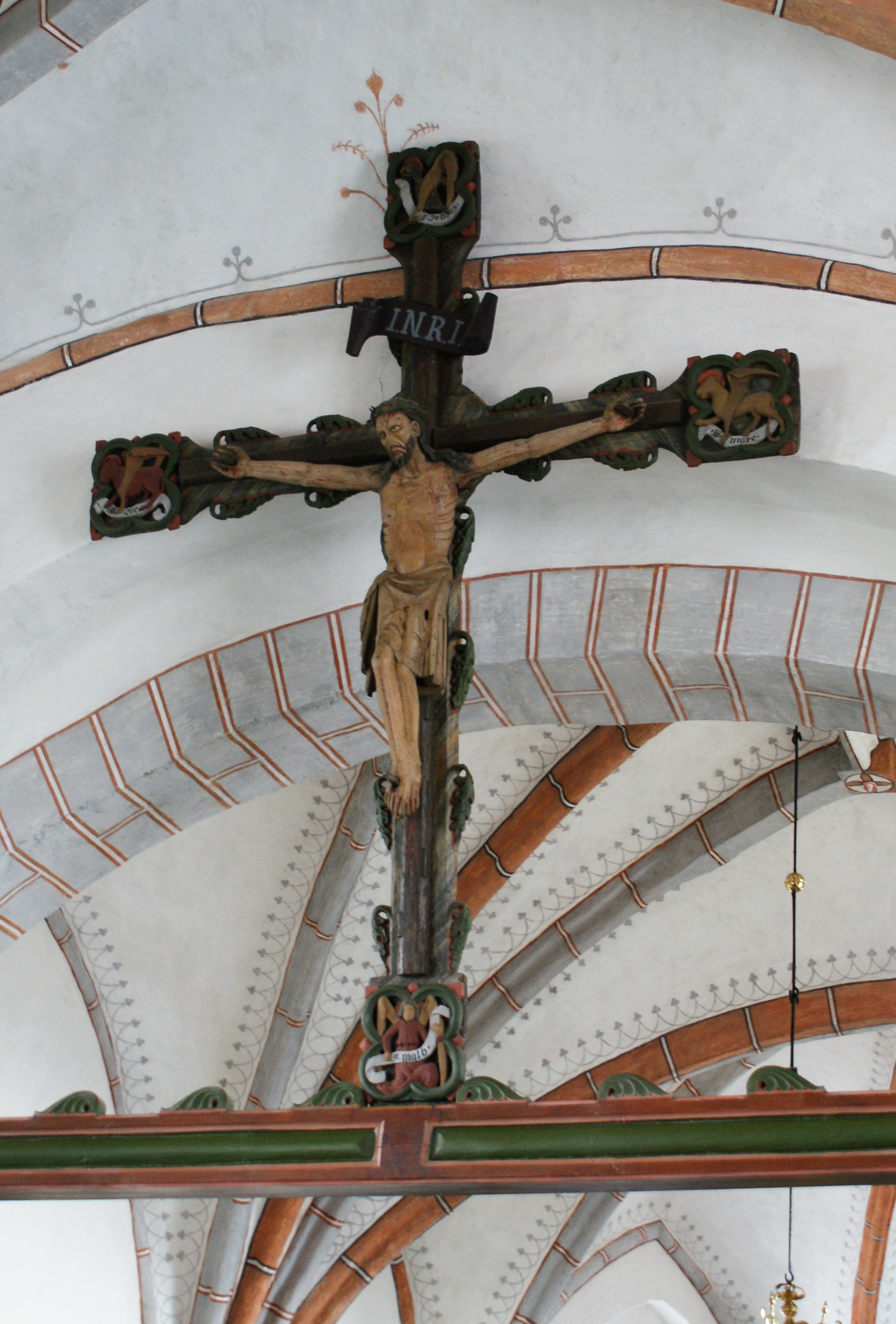
Krucifix
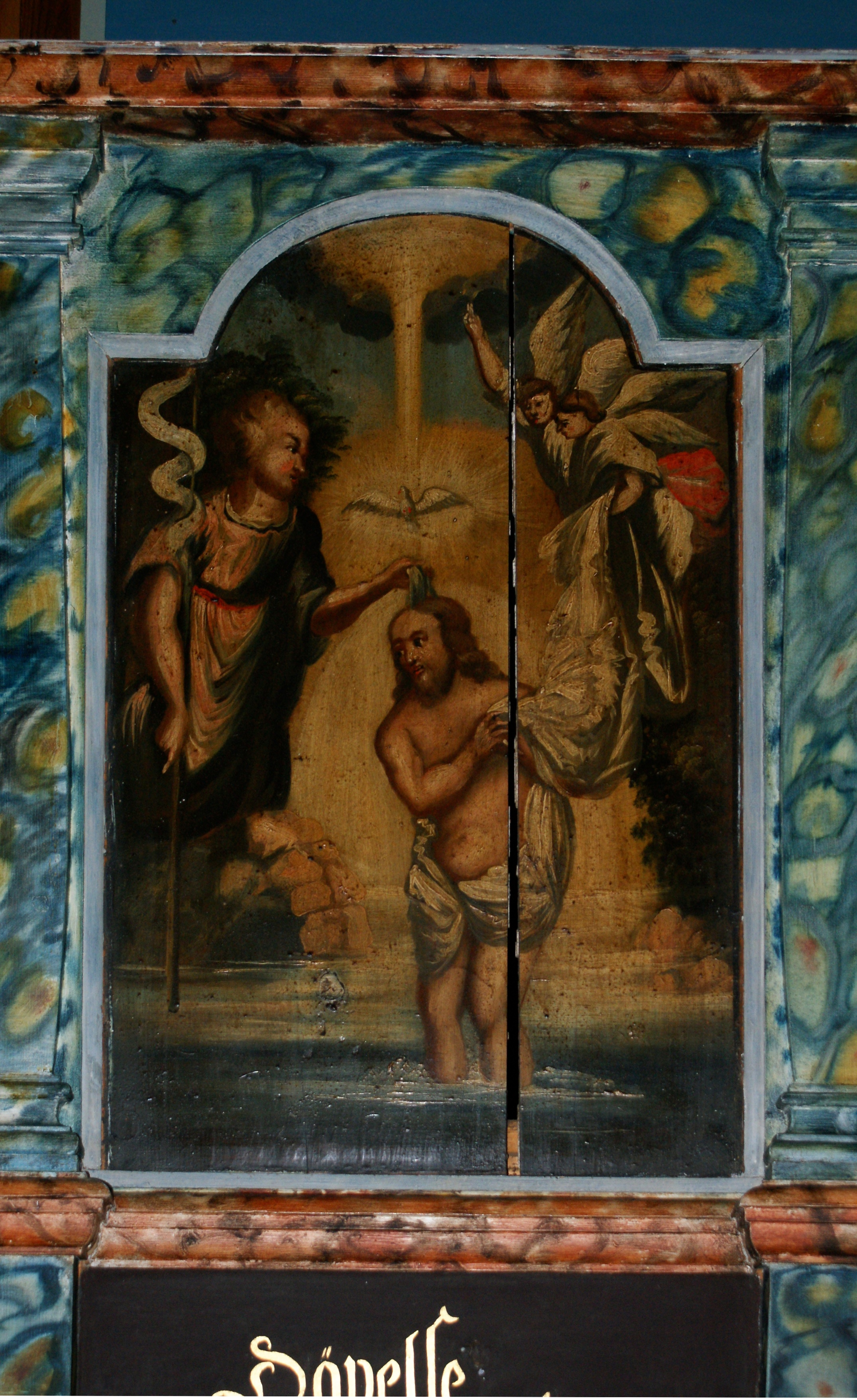
Tavla